# Сікор (Іллінойс)
Сікор (англ. Secor) — селище (англ. village) в США, в окрузі Вудфорд штату Іллінойс. Населення — 342 особи (2020).

## Географія
Сікор розташований за координатами 40°44′30″ пн. ш. 89°8′6″ зх. д. / 40.74167° пн. ш. 89.13500° зх. д. (40.741758, -89.135130).  За даними Бюро перепису населення США в 2010 році селище мало площу 0,77 км², уся площа — суходіл.

## Демографія
Згідно з переписом 2010 року, у селищі мешкали 373 особи в 153 домогосподарствах у складі 102 родин. Густота населення становила 488 осіб/км².  Було 167 помешкань (218/км²).
Расовий склад населення:
| - 98,1 % — білих - 0,5 % — корінних американців |

До двох чи більше рас належало 1,3 %. Частка іспаномовних становила 1,6 % від усіх жителів.
За віковим діапазоном населення розподілялося таким чином: 23,9 % — особи молодші 18 років, 60,8 % — особи у віці 18—64 років, 15,3 % — особи у віці 65 років та старші. Медіана віку мешканця становила 42,9 року. На 100 осіб жіночої статі у селищі припадало 94,3 чоловіків;  на 100 жінок у віці від 18 років та старших — 94,5 чоловіків також старших 18 років.
Середній дохід на одне домашнє господарство  становив 52 891 долар США (медіана — 48 906), а середній дохід на одну сім'ю — 59 525 доларів (медіана — 59 688). Медіана доходів становила 50 208 доларів для чоловіків та 36 250 доларів для жінок. За межею бідності перебувало 17,7 % осіб, у тому числі 33,7 % дітей у віці до 18 років та 1,7 % осіб у віці 65 років та старших.
Цивільне працевлаштоване населення становило 138 осіб. Основні галузі зайнятості: виробництво — 22,5 %, освіта, охорона здоров'я та соціальна допомога — 16,7 %, роздрібна торгівля — 10,9 %, транспорт — 8,0 %.